# Candelo
Candelo (en piemontès, Candèj ) és un municipi italià de la província de Biella a la regió del Piemont. El centre històric medieval està inclòs a la llista dels "pobles més bonics d'Itàlia".

## Història
Durant la Segona Guerra Mundial, Candelo va ser un dels municipis del Piemont designats com a lloc d'internament gratuït per als jueus estrangers.

## Llocs d'interès

### Arqueologia
- Jaciment d'Ysangarda, situat a la Baraggia, és una zona d'interès arqueològic que entre els segles XII i XV va sorgir un poble i una sèrie de fortificacions pertanyents a la poderosa família longobarda Vialardi.[3]

### Arquitectura civil
- Ricetto di Candelo, una estructura medieval fortificada per a l'acumulació de mercaderies.
- Edifici de l'Ajuntament, situat a la Piazza Castello, una part del qual va ser enderrocat l'any 1816 per donar lloc al nou edifici. Va ser dissenyat i construït per l'arquitecte Nicola Tarino.

### Arquitectura religiosa
- Església de Santa Maria Maggiore, és una església que data del segle XII. Va patir reiterades modificacions i ampliacions fins al segle XVIII. Destaquen els acabats interiors de fusta i les obres d'art del segle XVII.
- Església de Sant Llorenç, la seva construcció original data d'una època anterior a l'any 1000. Va ser totalment reconstruïda en estil barroc a la segona meitat del segle XVII.
- Església de Sant Pere, va ser reconstruïda a partir de l'any 1679, després de l'ensorrament de l'estructura anterior. La façana actual del 1932 és obra de l'arquitecte Nicola Mosso. La fornícula que hi ha sobre el portal central conté el quadre que representa El lliurament de les claus a Sant Pere (Deabate 1932). La gran sagristia del segle XVIII, a la qual s'accedeix per una porta tallada del segle XVIII, conserva importants mobles, pintures i escultures en fusta dels segles XVII i XVIII.
- Església de la Santa Creu.
- Església de Sant Grato.

## Ciutats Agermanades
Manté una relació d'agermanament amb:
- La Roche-sur-Foron[4]